# Rina Morelli
Rina Morelli (* 6. Dezember 1908 in Neapel; † 17. Juli 1976 in Rom) war eine italienische Theater- und Filmschauspielerin.

## Leben und Karriere
Mit sieben Jahren machte Rina Morelli, Tochter von Theaterschauspielern, ihr Bühnendebüt in Paolo Giacomettis Stück Morte Civile. Ab 1938 war sie am Teatro Eliseo in Rom tätig, wo sie ihren späteren Ehemann Paolo Stoppa traf. Nach Ende des Zweiten Weltkrieges begann das Schauspielerehepaar eine lange und fruchtbare Zusammenarbeit mit dem Regisseur Luchino Visconti. Durch ihre gemeinsamen Aufführungen von modernen Stücken wie Tennessee Williams’ Endstation Sehnsucht, wo Morelli die Rolle der zerbrechlichen Blanche DuBois übernahm, wurde Rina Morelli zu einer der respektiertesten Charakterdarstellerinnen ihrer Generation in Italien.
Ihr Filmdebüt machte Morelli im Jahr 1939 an der Seite von Gino Cervi im Abenteuerstreifen Der Kavalier mit der Maske. Im Vergleich zum Theater, wo sie regelmäßig Hauptrollen erhielt, war ihre Filmkarriere allerdings eher zweitrangig. Am bekanntesten ist sie wahrscheinlich für ihre drei Kinorollen unter Viscontis Regie: In Sehnsucht (1954) spielte sie die Gouvernante Laura, in Der Leopard (1963) verkörperte sie die streng katholische Ehefrau von Burt Lancaster, und in ihrem zugleich letzten Film Die Unschuld (1976) war sie als Mutter von Giancarlo Giannini zu sehen. Ihre Auftritte in Der Leopard (1963) und Die Affäre Murri (1974) brachten ihr Nominierungen für den Nastro d’Argento als Beste Nebendarstellerin ein. Im italienischen Fernsehen war sie unter anderem im Jahr 1971 als Ida Jungmann in einer Adaption der Buddenbrooks zu sehen, an welcher auch ihr Ehemann mitwirkte. Morelli war ebenfalls eine vielbeschäftigte Sprecherin bei italienischen Synchronfassungen, darunter als Stammsprecherin von Judy Holliday und Lizabeth Scott.
Rina Morelli starb im Juli 1976 im Alter von 67 Jahren und hinterließ ihren Ehemann Paolo Stoppa.

## Filmografie (Auswahl)
- 1939: Der Kavalier mit der Maske (Un'avventura di Salvator Rosa)
- 1941: La corona di ferro
- 1951: Der verbotene Christus (Il Cristo proibito)
- 1952: Andere Zeiten (Altri tempi – Zibaldone n. 1)
- 1954: Sehnsucht (Senso)
- 1958: Keine Schonzeit für Blondinen (La ragazza del palio)
- 1960: Bel Antonio (Il bell'Antonio)
- 1960: Das Haus in der Via Roma (La viaccia)
- 1961: Halt mal die Bombe, Liebling (Che gioia vivere)
- 1962: Der perfekte Mord (Le crime ne paie pas)
- 1963: Der Leopard (Il gattopardo)
- 1971: I Buddenbrook (Fernseh-Miniserie, 7 Folgen)
- 1974: Die Affäre Murri (Fatti di gente perbene)
- 1976: Die Unschuld (L’innocente)